# 暗くなるまでこの恋を
『暗くなるまでこの恋を』（くらくなるまでこのこいを、フランス語: La Sirène du Mississipi）は、1969年公開のフランスの映画。フランソワ・トリュフォー監督。原作はウィリアム・アイリッシュの小説『暗闇へのワルツ』。パリでは不評だったが、日本ではヒットした。
2001年に『ポワゾン』としてハリウッドでリメイクされた（主演アントニオ・バンデラス、アンジェリーナ・ジョリー）。

## キャスト
| 役名               | 俳優                       | 日本語吹替                         |
| 役名               | 俳優                       | TBS版                              |
| ------------------ | -------------------------- | ---------------------------------- |
| ルイ・マエ         | ジャン＝ポール・ベルモンド | 山田康雄                           |
| マリオン（ユリー） | カトリーヌ・ドヌーヴ       | 平井道子                           |
| コモリ探偵         | ミシェル・ブーケ           | 水島弘                             |
| ベルト・ルーセル   | ネリー・ボルゴー           | 野沢雅子                           |
| ジャルディーヌ     | マルセル・ベルベール       | 宮田光                             |
| リシャール         | ローラン・テノ             | 阪脩                               |
| 不明 その他        | N/A                        | 若本紀昭 鈴木れい子                |
| 日本語スタッフ     |                            |                                    |
| 演出               |                            |                                    |
| 翻訳               |                            |                                    |
| 効果               |                            |                                    |
| 調整               |                            |                                    |
| 制作               | 制作                       | 東北新社                           |
| 解説               | 解説                       | 荻昌弘                             |
| 初回放送           | 初回放送                   | 1976年9月27日 『月曜ロードショー』 |

## 解説
- 「ジャン・ルノワールに捧ぐ」という献辞の映像はルノワール監督の『ラ・マルセイエーズ』からの引用。女にたぶらかされて破滅する男の話は『牝犬』。ベルモンドが映画館で見る西部劇『アリゾナ・ジム』は『ランジュ氏の犯罪』のなかで映画化の話が出てくる作品である。2人が国境を越えていくラストは『大いなる幻影』からの引用。
- 新聞に広告をだして花嫁を募集する発端はバイロン・ハスキン監督の1954年のアメリカ映画『黒い絨毯』から。他にも女を車に乗せて屋敷に案内するシーン、レユニオン島でのロケシーン、植民地や熱帯の雰囲気はこの映画をイメージしながら撮ったという[要出典]。
- 「愛は苦しいもの?」「そう、愛は苦しい」「でも、きのうは歓びだと…」「愛は歓びであるとともに苦しみだ」という一連のやりとりは後に『終電車』の劇中劇で再現された。
- ドヌーヴが突然姿を消し、ベルモンドが病院のベッドでうなされるシーンはアルフレッド・ヒッチコックの『めまい』のパロディー。病院の名前「ウルトビーズ」はジャン・コクトー監督の『オルフェ』の登場人物から。
- ベルモンドがドヌーヴを見つけるホテルの部屋は『めまい』でジェームズ・スチュワートがキム・ノヴァクを見つけるホテルの一室と類似している。部屋から「モノレール」というネオンサインが見えるが、トリュフォーがベルモンド主演で映画化を企画していたジャック・オーディベルティの小説の題名も『モノレール』である。
- 鳥かごの小鳥が死ぬエピソードはジョセフ・フォン・スタンバーグ監督の『嘆きの天使』から。トリュフォーはストーリー全体のイメージを『嘆きの天使』及び『西班牙狂想曲』から得たと語っている。ベルモンドがドヌーヴの顔を撫でながら「きみの顔は1つの風景だ」と語るシーンはスタンバーグの「女の顔」へのオマージュからの引用。
- ベルモンドとドヌーヴが映画館で見る映画はニコラス・レイ監督の『大砂塵』。トリュフォーはこの西部劇を偏愛していた。強い女と情けない男という構図はトリュフォーの映画と共通するものがある。
- 2人が愛を誓うために大木に腰を下ろすシーンははルノワールの『小間使いの日記』から。木を見てこの映画を思い出したトリュフォーが即興的に演出した。誓いのやりとりはロベール・ブレッソン監督の『ブーローニュの森の貴婦人たち』からの引用。この映画の台詞を書いたのはジャン・コクトーである。
- コモリ探偵は当時のカイエ・デュ・シネマ誌の編集長ジャン＝ルイ・コモリから。
- 冒頭で手紙を読む声のなかにはトリュフォーや前作『夜霧の恋人たち』に出演したデルフィーヌ・セイリグの声も混じっている。